# عبد الرحيم عمر
عبد الرحيم محمد عمر (14 أغسطس 1929م – 12 أغسطس 1993م)، شاعر فلسطيني.

## النشأة والمهنة
ولد عبد الرحيم محمد عمر في بلدة جيوس الواقعة إلى الجنوب من طولكرم في 14 أغسطس 1929، ودرس في مدرستها الابتدائية. وفي العام 1940 انتقل إلى قلقيلية، ثم إلى مدينة طولكرم حيث تلقى دراسته الثانوية في المدرسة الفاضلية بالمدينة التي أنهى فيها تعليمه الثانوي عام 1948 حاصلًا على شهادة «الاجتياز إلى التعليم العالي».
عمل بعد تخرّجه معلّماً في مدرسة القرية، ثم ذهب في مطلع العام 1952 ليعمل معلّماً في مدارس الكويت، فأمضى فيها سبع سنوات، عاد بعدها إلى الأردن، ليعمل في ميدان الإعلام. فعمل في الإذاعة منذ العام 1959، وأصبح في العام 1964 رئيساً للقسم الثقافي فيها، ثم عُين رئيساً لتحرير مجلّة «أفكار» بين العامين 1966-1967، ثم عاد إلى الإذاعة ليتولّى منصب مساعد المدير، ثم أصبح مديراً لها في العام 1970. تولى إدارة دائرة الثقافة والفنون في العام 1971، وأسهم في تأسيس رابطة الكتّاب الأردنيّين في العام 1974، وانتُخب رئيساً للرابطة أكثر من دورة.
شارك في كثيرٍ من الفعاليات الثقافية الأردنية والعربية، وكان رئيساً للجنة الشعر في مهرجان جرش لسنوات عدة، وعضواً في اللجنة التأسيسية لمركز دراسات الحريّة والديمقراطية. كتب المقالة الصحفية في صحف ومجلاّت أردنية، وكان من بين الفريق الذي أسهم في تأسيس صحيفة «الرأي» الأردنية. وكانت له زاوية فيها تحت عنوان «أقول كلمة». نال وسام الاستقلال من الدرجة الأولى، وجائزة الدولة التقديرية للآداب، وجائزة عرار للشعر.

## أعماله
له في الشعر:
- أغنيات للصمت، دار الكاتب العربي، بيروت، 1963.
- من قبل ومن بعد، مكتبة عمّان، عمّان، 1970.
- قصائد مؤرّقة، الشركة العربية للطباعة والنشر، عمان، 1979.
- أغاني الرحيل السابع، دائرة الثقافة والفنون، عمّان، 1985.
- الأعمال الشعرية الكاملة، (تضم المجموعات الأربع السابقة)، مكتبة عمّان، عمّان، ج1، 1989.
- تيه ونار، وزارة الثقافة، عمّان، 1993.
- بعد كل ذلك، وزارة الثقافة، عمان، 1997.

وله عدد من المسرحّيات الشعرية، بعضها مطبوع، وبعضها الآخر عُرض على خشبة المسرح، ومنها ما هو مخطوط. وهذه المسرحيات هي:
- حوريات القصر، 1964.
- تل العرايس، 1965.
- طريق الآلام، 1668.
- خالدة، 1970.
- كلمات لن تموت.
- آباء وأبناء.
- اليسار والصهيونية.
- عرار.
- الثائرة.
- وجه بملايين العيون، دار الكرمل، عمّان، 1984 (صدرت في المجلّد الأول الذي يحوي أعماله الكاملة في العام 1989).
- ثورة الحجارة.

وله عدد من المخطوطات:
- تجربتي الشعرية (يصف فيه ملامح تجربته الشعرية وتطورّها).
- رغم حصار الكلمات. وهو الجزء الثاني لأعماله الكاملة التي كان ينوي إصدارها، ويتضمّن: مقاطع من قصائد مصادرة، رغم حصار الكلمات، محطّات صغيرة (قصائد كتبت في العام 1979 على اثر وفاة والد الشاعر وزيارته لقريته جيّوس) وقصائد متفرّقة.

## وفاته
توفي في لندن بتاريخ 12/9/1993.